# Pelicano-australiano
O pelicano-australiano (Pelecanus conspicillatus) é uma espécie de pelicano nativa da Austrália e Nova Guiné.

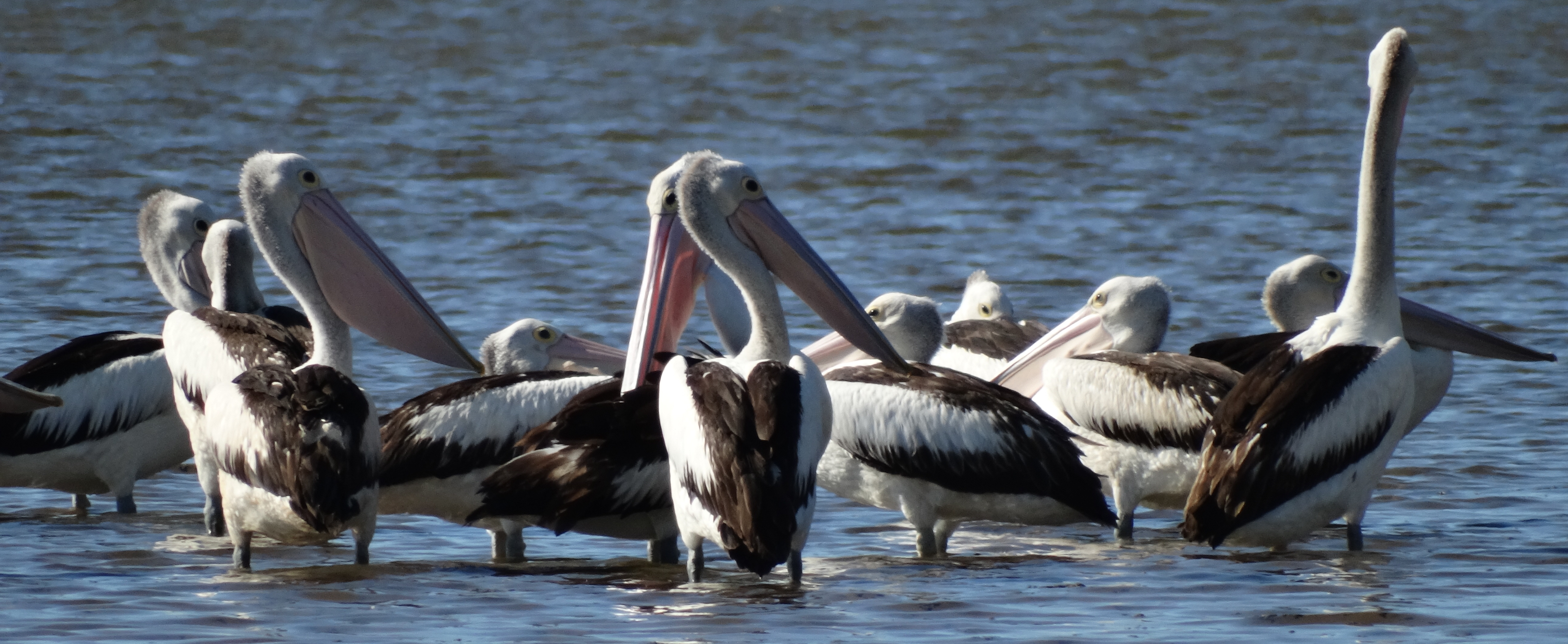
Pelicanos em Timor-Leste

Estes pelicanos têm uma envergadura de 160 a 180 cm e pesam 4 a 7 kg. O seu esqueleto é extremamente leve e representa cerca de 10% do peso corpóreo total. Têm hábitos gregários e vivem em grandes colônias; raramente são encontrados sozinhos. Na época da nidificação a coloração desses animais muda drasticamente, a pele se torna, praticamente, dourada e a bolsa gutural, rosa.
Os ninhos são feitos no chão e a fêmea faz a postura de 2 ou 3 ovos que são cuidados pelos progenitores. O tempo de incubação fica entre 32 e 35 dias. Depois do nascimento, os filhotes permanecem em creches com cerca de 100 animais, permanecem ali até completarem dois meses; a expectativa de vida ultrapassa os 25 anos.
Se alimentam de peixes, crustáceos e tartarugas marinhas recém-nascidas.